# Бутенко, Григорий Прокофьевич

Могила Григория Бутенко

Григорий Прокофьевич Бутенко (укр. Григорій Прокопович Бутенко; 31 января (12 февраля) 1904 года, Дьячковка, Харьковская губерния, Российская империя — 1977 год) — советский государственный, политический и партийный деятель, министр сельского хозяйства Украинской ССР, министр мясной и молочной промышленности Украинской ССР. Член ЦК КП Украины. Заместитель главы Украинской ССР.

## Биография
Родился 31 января (12 февраля) 1904 года в селе Дьячковка Харьковской губернии (сейчас Нововодолажский район Харьковской области).
Член РКП(б) с 1928 года.
C 1929 года по 1930 год работал на советской работе (Харьковская область);
С 1938 года по январь 1940 года председатель Исполнительного комитета Харьковского областного совета;
С 18 июня 1938 года по 13 мая 1940 года кандидат в члены ЦК КП(б) Украины;
С 3 января 1940 года народный комиссар и министр земледелия Украинской ССР;
С 17 мая 1940 года по 23 сентября 1952 год был членом ЦК КП(б) Украины;
С 1949 года был министром сельского хозяйства Украинской ССР;
С 1949 года по 1953 год министр мясной и молочной промышленности Украинской ССР;
С 27 сентября 1952 года по 17 января 1956 год кандидат в члены ЦК КП(б)У;
С 1954 года по 1956 год уполномоченный Министерства заготовок СССР в Украинской ССР;
С 21 января 1956 года по 17 марта 1971 года член ЦК КП Украины;
С августа 1956 года по 1968 год заместитель Председателя Совета Министров Украинской ССР.
В 1968 году ушёл на пенсию.
Умер в 1977 году. Похоронен в Киеве, на Байковом кладбище.

## Награды
- 3 ордена Ленина (07.02.1939; 23.01.1948; 26.02.1958)
- 2 ордена Трудового Красного Знамени (11.09.1945; 11.02.1964)
- медали